# Arenys de Mar
Arenys de Mar è un comune spagnolo di 13 860 abitanti (2005) situato nella comunità autonoma della Catalogna, nella comarca del Maresme.

## Geografia fisica
Arenys de Mar è ubicato sul litorale del Maresme, tra Caldes d'Estrac e Canet de Mar, ai piedi del Parco Naturale del Montnegre i el Corredor.
Dista circa 40 km da Barcellona. Arenys de Mar è collegata al capoluogo catalano dalla strada Nazionale N-II, dall'autostrada C-32 e dalla rete ferroviaria locale (Rodalies, linea C-1).
Dista 56 km dall'aeroporto di Barcellona e 40 km dall'aeroporto di Girona.

## Storia
Arenys del Mar nacque nel secolo XIV come quartiere sul litorale della vicina Arenys de Munt. Fu preda di scorribande dei pirati berberi e per questo furono costruite a protezione alcune fortificazioni, fra le quali ben 13 torri di difesa. Nel 1599 ottenne il titolo di città e fu costituito il municipio.
Nel corso del secolo XVII la popolazione fu decimata dall'epidemia di colera del 1653.
Arenys de Mar ebbe una certa importanza come porto commerciale durante i secoli XVIII e XIX, essendo l'unico porto esistente in tutta la costa settentrionale della provincia di Barcellona.

## Economia
L'economia di Arenys de Mar si basa essenzialmente sulla pesca e sul turismo balneare.
Arenys è ancora il principale porto del Maresme e vanta un'importante flotta di pescherecci, fermi ultimamente a causa della poca pesquera. Il mercato pomeridiano del pesce ha luogo ogni giorno e attrae ancora molti turisti.
Arenys è meta di turismo balneare (platja del Cabaió) e culturale, per le sue fortificazioni, il museo, il porto e per il mito di Sinera, creato dal grande poeta catalano Salvador Espriu, che tanto a cuore ebbe questa terra.
Da non dimenticare, per chi vuole, la spiaggia di nudisti appena dopo la spiaggia che prosegue dalla stazione della Renfe.
Notevole anche la Chiesa di Santa Maria d'Arenys, opera di Pau Costa (1685) e il palazzo in stile modernista che ospita il mercato.

## Amministrazione

### Gemellaggi
Auterive